# Guvernanță corporativă
Guvernare corporativă (în engleză corporate governance) este sistemul prin care o companie este condusă și controlată.

## Alte interpretări
- Guvernare corporativă reprezintă modalitățile prin care furnizorii de resurse financiare ai unei companii se asigură că vor primi beneficiile la care se așteaptă făcând această investiție. [”The Journal of Finance", Shleifer and Vishny, 1997, pag. 737]
- Guvernare corporativă poate fi definită ca ansamblul relațiilor unei companii cu acționarii săi, sau mai pe larg, cu societatea pe ansamblu. [Financial Times, 1997]
- Guvernare corporativă specifică distribuția drepturilor și responsabilităților dintre diferitele categorii de persoane implicate în companie cum ar fi: consiliul de administrație, directorii, acționarii și alte categorii, și stabilește regulile și procedeele de luare a deciziilor privind activitatea unei companii. [OECD aprilie 1999 preluată din Cadbury Cod, 1992, pagina 15]
- Guvernare corporativă este un set de reguli conform cărora firmele sunt conduse și controlate, este rezultatul unor norme, tradiții și modele comportamentale dezvoltate de fiecare sistem legislativ. [Preda Report, Italia, 1999]
- Guvernare corporativă se referă la promovarea corectitudinii, transparenței și responsabilității la nivel de companie. [J. Wolfensohn, președinte al World Bank, citat dintr-un articol din Financial Times, 21 Iunie 1999].
- Guvernare corporativă este ramura economiei care studiază modul în care companiile pot deveni mai eficiente prin folosirea unor structuri instituționale cum ar fi actele constitutive, organigramele și cadrul legislativ. Această ramură se limitează în cele mai multe cazuri la studii privind modul în care deținătorii de acțiuni pot să asigure și să motiveze directorii companiilor astfel încât să primească beneficiile așteptate de pe urma investițiilor lor. www.encycogov.com, Mathiesen, 2002.

## Teorii care stau la baza guvernanței corporative
In 1996, Hawley & Williams au făcut o trecere în revistă a literaturii referitoare la guvernanța corporativă aparută în SUA, ca fundamentare documentară pentru Organizația pentru Cooperare și Dezvoltare Economică (the Organization for Economic Cooperation and Development - OECD). Ei au identificat patru izvoare teoretice:
1. Agency Theory;
2. Stewardship Theory;
3. Stakeholder Theory;
4. Politica firmei

## Lista țărilor în funcție de guvernanța corporativă
Aceasta este o listă a țărilor în funcție de ratingul mediu global în guvernanța corporativă:
| Rang | Țară           | Companii | Ratingul total mediu |
| ---- | -------------- | -------- | -------------------- |
| 1    | United Kingdom | 395      | 7.60                 |
| 2    | Canada         | 132      | 7.36                 |
| 3    | Ireland        | 421      | 7.21                 |
| 4    | United States  | 1,761    | 7.16                 |
| 5    | New Zealand    | 100      | 6.70                 |
| 6    | Australia      | 194      | 6.65                 |
| 7    | Netherlands    | 30       | 6.45                 |
| 8    | Finland        | 28       | 6.38                 |
| 9    | South Africa   | 43       | 6.09                 |
| 10   | Sweden         | 40       | 5.88                 |
| 11   | Switzerland    | 51       | 5.86                 |
| 12   | Germany        | 79       | 5.80                 |
| 13   | Austria        | 22       | 5.77                 |
| 14   | Italy          | 52       | 5.25                 |
| 15   | Poland         | 14       | 5.11                 |
| 16   | Norway         | 26       | 4.90                 |
| 17   | Singapore      | 52       | 4.82                 |
| 18   | Denmark        | 24       | 4.79                 |
| 19   | France         | 100      | 4.70                 |
| 20   | India          | 56       | 4.54                 |
| 21   | Belgium        | 24       | 4.35                 |
| 22   | Greece         | 24       | 4.25                 |
| 23   | Malaysia       | 28       | 4.21                 |
| 24   | Thailand       | 15       | 4.20                 |
| 25   | Portugal       | 11       | 4.14                 |
| 26   | Hong Kong      | 72       | 4.06                 |
| 27   | Spain          | 43       | 3.97                 |
| 28   | South Korea    | 88       | 3.93                 |
| 29   | Brazil         | 67       | 3.91                 |
| 30   | Russia         | 25       | 3.90                 |
| 31   | Taiwan         | 78       | 3.84                 |
| 32   | Israel         | 17       | 3.79                 |
| 33   | Turkey         | 17       | 3.62                 |
| 34   | China          | 91       | 3.37                 |
| 35   | Japan          | 392      | 3.30                 |
| 36   | Indonesia      | 21       | 3.14                 |
| 37   | Mexico         | 21       | 2.43                 |
| 38   | Chile          | 15       | 2.13                 |